# Nervling

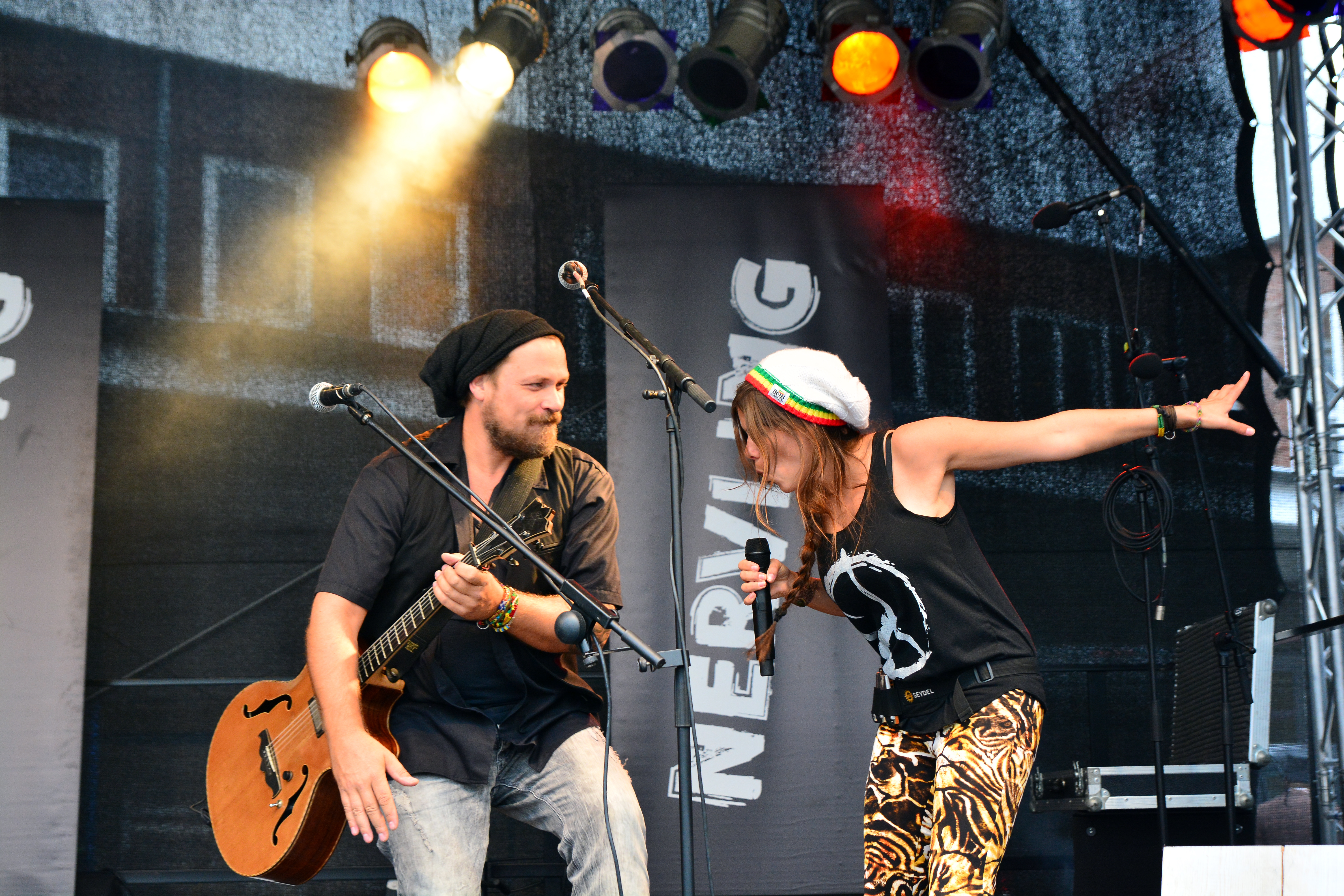
Tom Baetzel und Moira Serfling

Nervling ist ein deutsches Musik-Duo aus Hamburg. Es besteht aus Moira Serfling (Gesang, Blues Harp, Ukulele, Klavier, Flöte, Perkussion, Texte) und Tom Baetzel (Gitarre, Gesang, Looper, Texte).

## Stil
Prägend für den Sound des Duos sind neben den  Stimmfarben beider Sänger und dem Tonumfang der Sängerin Moira die Verbindung aus akustischem Gitarrenspiel sowie technisch ausgefeilten Rhythmus-Loops. Seit 2016 werden auch Konzerte mit Begleitmusikern veranstaltet.

## Geschichte
Der Name Nervling ist abgeleitet von Moiras Nachnamen Serfling, zunächst ein Spitzname für Moira wurde später als Name für die Band übernommen.
Nervling gibt es unter diesem Namen seit März 2010, der erste abendfüllende Auftritt fand im Irish Pub in Westerland auf Sylt am 1. Mai 2010 statt.
Seitdem spielt das Duo im Schnitt 120–150 Konzerte pro Jahr.
Das Duo unternimmt fast jedes Jahr ausgedehnte Reisen in exotische Regionen, um seinen musikalischen Horizont zu erweitern. Einflüsse exotischer Musik sind insbesondere auf dem Album Maracuja in the Corn Viper Sunbeam zu hören. Von vielen Orten gibt es musikalische „Postkarten“ in Form von Musik-CDs, die live mit typischen Hintergrundgeräuschen der einzelnen Spielorte aufgezeichnet wurden.
Dazu findet man auf dem Youtube-Kanal des Duos entsprechende Videos, die ihre Reise dokumentieren, musikalisch unterstützt durch einen  hierfür eigens geschriebenen Soundtrack.

## Diskografie
Alben
- Attentiondefictitdisorder (2011)
- Preparing to install (2013)
- Maracuja in the Corn Viper Sunbeam (2015)
- Unplugged (2016) (inkl. Live-Versionen)
- Keine Ahnung (2017)
- Wahahahnsinn (2019)

Video
- Home is – 2011
- Call my name – 2013
- Take you home – 2013
- My name – 2013
- Damn Good Night – 2015
- Farewell – Unplugged (live) – 2016
- This is my life – Unplugged (live) – 2017
- Ich hör nich auf – Unplugged (live) – 2017
- Sowieso Froh – 2017
- Diverse Videos ihrer Weltreise 2013–2015

## Auszeichnungen
- 2012/13: Gewinner des John Lennon Talent Awards (2012/2013)
- 2013: Hamburger Elbsplitter Awards 2013